# Xanthoparmelia phillipsiana
Xanthoparmelia phillipsiana är en lavart som först beskrevs av Filson, och fick sitt nu gällande namn av Elix & J. Johnst. Xanthoparmelia phillipsiana ingår i släktet Xanthoparmelia och familjen Parmeliaceae.   Inga underarter finns listade i Catalogue of Life.